# 北原照久
北原 照久（きたはら てるひさ、1948年（昭和23年）1月30日 - ）は、日本の玩具コレクター。株式会社トーイズ・株式会社トイズプランニング代表取締役。
この他に、ブリキのおもちゃ博物館（横浜市）、北原コレクションエアポートギャラリー（羽田空港第一ターミナル）、河口湖 北原ミュージアム"Happy Days"（富士河口湖町）、箱根北原おもちゃミュージアム（2018年閉館、箱根町湯本）、北原コレクションミュージアム（現在閉店、セブンパーク アリオ柏、千葉県柏市）。また、宮城県松島町「ザ・ミュージアムMATSUSHIMA内の北原トイコレクション」、2016年11月25日にグランドオープンした「京橋エドグラン」にも常設でコレクションを展示中。

## 略歴
東京都中央区京橋出身。中学3年生の2学期には越境入学した中学を退学。この時母には「出直しはいつでもできる」と励まされ、さらに「花を踏まない優しい子だし、たばこも吸わないいい子」との言葉を受けて、以来、道端の花は踏まず、喫煙もしない。本郷高等学校、青山学院大学経済学部卒業。実家のミルクホールが空襲で焼け、戦後父親がスキー専門店と喫茶店を営んでいた。青山学院大学時代にオーストリアにスキー留学した際、ものを大切にする現地の人たちの文化に触れ、古い時計等の生活骨董品・ポスター等の収集を始めた。ある時、知り合いのデザイナーの家でインテリアとして飾られていたブリキのおもちゃに出会い、興味を持ち収集を始める。帰国後、地方の玩具店などに眠っていたブリキのおもちゃを精力的に収集し、やがてマスコミにも注目されるようになり、今やブリキのおもちゃコレクターの第一人者として世界的に知られている。
その後イベントがきっかけで、「多くの人にコレクションを見て楽しんでもらいたい」という思いから、1986年4月、横浜山手に「ブリキのおもちゃ博物館」を開館。現在、6か所でコレクションを常設展示中。
2003年11月から6年間、フロリダ州ディズニーワールドにて「Tin Toy Stories Made in Japan」を、2010年3月には、香港のシティープラザでもイベントを開催。
現在、鑑定士としてレギュラー出演しているテレビ東京「開運!なんでも鑑定団」は、2013年11月12日で放送1000回を迎える長寿番組で、初回から出演している。
2014年10月24日第27回東京国際映画祭の特別プログラムとしてジョン・ラセターが語るクール・ジャパン』と題された講演が行われた。その中でピクサーのラセターが、短編アニメ部門で1988年にアカデミー賞を受賞した作品ティン・トイ（TIN TOY）は後にトイ・ストーリーに発展する作品だが、北原の著書に触れたところからインスピレーションが湧き、訪日時には「ブリキのおもちゃ博物館」も訪ね、そこで構想が固まった旨を語った。
- 第24回「ベストジーニスト2007」受賞 [6]
- 2007年度 第56回「横浜文化賞」受賞[7]
- 2008年-2009年度、よこはま教師塾(横浜市教育委員会)塾長に就任
- 2009年4月より、テレビ東京放送番組審議会委員に就任[8]
- 2016年グッドエイジア賞受賞
- 2016年ジャパンシガーアワード受賞
- 2008年より日本おもちゃ大賞審査委員長
- 東京2020オリンピック・パラリンピックマスコット審査会委員

2019年6月 より北原照久オンラインサロンを開設

## 趣味
- ブリキのおもちゃ、広告ポスター、時計、ラジオ、雑誌等の収集
- ウクレレ・エレキギター・サーフィンは50代から始め、56歳でゴルフを始めた。
- 憧れる人物は加山雄三。

## 出演
- 開運!なんでも鑑定団（テレビ東京系列他）1994.4～
- ジャスト（TBS系列）水曜コメンテーター
- きのうの続きのつづき（ラジオ日本）
- ハマランチョ（テレビ神奈川）
- 北原コレクション（テレビ神奈川）
- 竹内靖夫の電リク・ハローパーティー「大人の遊び場」（文化放送）

同番組内では、パーソナリティーの竹内靖夫から「Mr.アンチエイジング」「ギターを抱いた鑑定士」などと呼ばれている。
- 音楽熱中倶楽部（NHKラジオ第1）
- サントリーTVショッピング あなたにいきいきエイジング!（サントリー）
- 欧州模型探訪（BS-TBS）
- 探求者（WOWOW）
- 目からウロコの骨董塾（BSジャパン）
- グリーンの教え（BS-TBS）
- ヨコハマろはす（ラジオ日本）毎週水曜日レギュラー出演
- たてながHAMA大国ナイト→HAMAナイト→北原照久の北原照久のTin Toy Box（テレビ神奈川 MC 1996.10 - 1999.3）
- 「我が人生」2011.3.1 - 4.30まで60回連載（神奈川新聞）2011.5.3
- ありがとッ!（テレビ神奈川）水曜日レギュラー　2011.4 〜 2016.3
- 美の壺（NHK）「湘南の邸宅」2011.6-30
- ありえへん∞な世界（テレビ東京）北原族のコーナーに出演
- ありがとッ!（テレビ神奈川）「横浜大好き!」2013.2 -　2016.3
- インタビュードキュメント「その時、私は」（BSフジ）2013.6-8
- 北原照久×テミヤン「潮風音楽堂」〜素晴らしき音楽仲間〜（J-COM）
- 「クイズ100人力」（NHK）
- CLUB Fantasia（Fm横浜）
- 極上お宝サロン（BSジャパン）
- 関口宏の人生の詩（BS-TBS）
- 北原照久のラジオデイズ（中央エフエム）
- 学生新聞 ※表紙[9]

その他多数出演

## 著書
- Wonderland of Toys1・2・3（シンコーミュージック）
- Yesterday of Toys1・2・3（グラフィック社）
- ブリキのおもちゃ博物館（集英社）
- MOTION DISPLAY（中教出版）
- 繁昌図案（荒俣宏監修）（マガジンハウス社）
- 燐寸図案（荒俣宏監修）（マガジンハウス社）
- ムットーニの不思議人形館（荒俣宏監修）（工作舎）
- 鑑定の鉄人PART2「お宝」発掘の極意（二見書房）
- コレクターの王道（マガジンハウス社）
- 「LOVERS」幸福なものたちへ（主婦と生活社）
- 北原主義の愉しみ（光栄）
- 1000TIN TOYS（TASCHEN社（ドイツ））
- ブリキのおもちゃ博物館（マキノ出版）
- 20世紀「我楽多図鑑」（パルコ出版）
- 横浜ゴールドラッシュ（一季出版）
- 北原照久のおもちゃコレクション（角川書店）
- 箱絵図鑑（実業乃日本社）
- 名品 珍品 逸品 世界一コレクション生活（講談社）
- 北原照久　僕の夢倉庫（マガジンハウス社）
- 北原照久「20世紀おもちゃ大博物館」（廣済堂出版）
- 「Dream Journey」夢の旅（きこ書房）
- ぼく流ツキの十箇条（青山書籍）
- 夢はかなう きっとかなう（一季出版）
- 「おまけ」の博物誌（PHP研究所）
- DOGS（新紀元社）
- 好きなことをずっと仕事でやっていくために知っておきたいこと（シーコースト・パブリッシング）
- 勉強がキライな子供たちへ 勉強がキライだった大人たちへ　（共著中田宏）（ネコ・パブリッシング）
- 夢を言いまくってかなえた男 ノートに書きまくってかなえた女（出版文化社）
- 珠玉の日本語・辞世の句（PHP研究所）
- 日本を元気にした歌「昭和アンソロジー」（ネコ・パブリッシング）
- 笑話コレクション（翔年社）
- 夢の実現　ツキの10ヵ条（トイズプランニング）
- ちょっといい漢字（評言社）
- 20世紀広告博覧会　PART1・2（グラフィック社）
- 出会い（フーガブックス）
- みんなおもちゃが好きだった（扶桑社）
- 北原照久 夢をかなえる授業（久保ひろし共著）（こう書房）
- 和印（たちばな出版）
- Facebook100の言葉 ! 〜こころにひだまりを〜（たちばな出版）
- Facebook100の言葉 ! 2〜こころにひだまりを〜（サンクチュアリ・パブリッシング）
- ゴールドラッシュ　風雲篇（一季出版）
- 出会い 夢 感謝（マネジメント社）
- こころに響く100の言葉 ! The collection of words（サンクチュアリ・パブリッシング）
- 北原コレクション「vol.01　お宝」（評言社）
- 北原コレクション「vol.02　広告」（評言社）
- 北原コレクション「vol.03　笑い」（評言社）
- 「たった一言が人生を動かす　88の言葉」（中日映画社）
- 1ランク上のステージに行く「つながり力」北原照久・井上裕之共著（中日映画社）